# Lobosciara latiloba
Lobosciara latiloba är en tvåvingeart som beskrevs av Pekka Vilkamaa och Heikki Hippa 1994. Lobosciara latiloba ingår i släktet Lobosciara och familjen sorgmyggor.
Artens utbredningsområde är Brunei. Inga underarter finns listade i Catalogue of Life.